# Aladár Pácz
Aladár Pácz (* 11. Januar 1882 in Csókás; † 1938) war ein ungarischer Metallurg und Entdecker einer Modifikationsmethode, um Aluminium-Silicium-Legierungen durch Zusätze von Alkalimetall zu veredeln.
Die Rechte an diesem Verfahren wurden durch die damalige Metallgesellschaft AG in Frankfurt am Main erworben, die für die veredelten Legierungen im eutektischen und naheutektischen Bereich (7 bis 13,6 % Silicium-Eutektikale) die geschützte Dachbezeichnung Silumin einführte. Die Veredelung wurde anfänglich nur mit metallischem Natrium vorgenommen, das in der Handhabung nicht ungefährlich ist, weil es eine heftige pyrogene Reaktion beim  Zusammentreffen mit Feuchtigkeit hervorruft. Es wurde aber entdeckt, dass es auch möglich ist, der Schmelze das veredelnde Natrium aus Salzgemischen in situ zuzuführen und dies sogar mittels des durch Zeitablauf und Temperatur der Schmelze bedingten Ausbrands des Natriums ausgleichender Mittel und Methoden. Seit etwa 1980 wird zur Veredelung  verbreitet das von Aladár Pácz in seiner Patentschrift erwähnte Strontium in Form einer Vorlegierung eingesetzt. Im Vergleich zu Natrium ist es in der Schmelze  weniger oxidationsanfällig, seine veredelnde Wirkung daher anhaltender.